# 长寿王

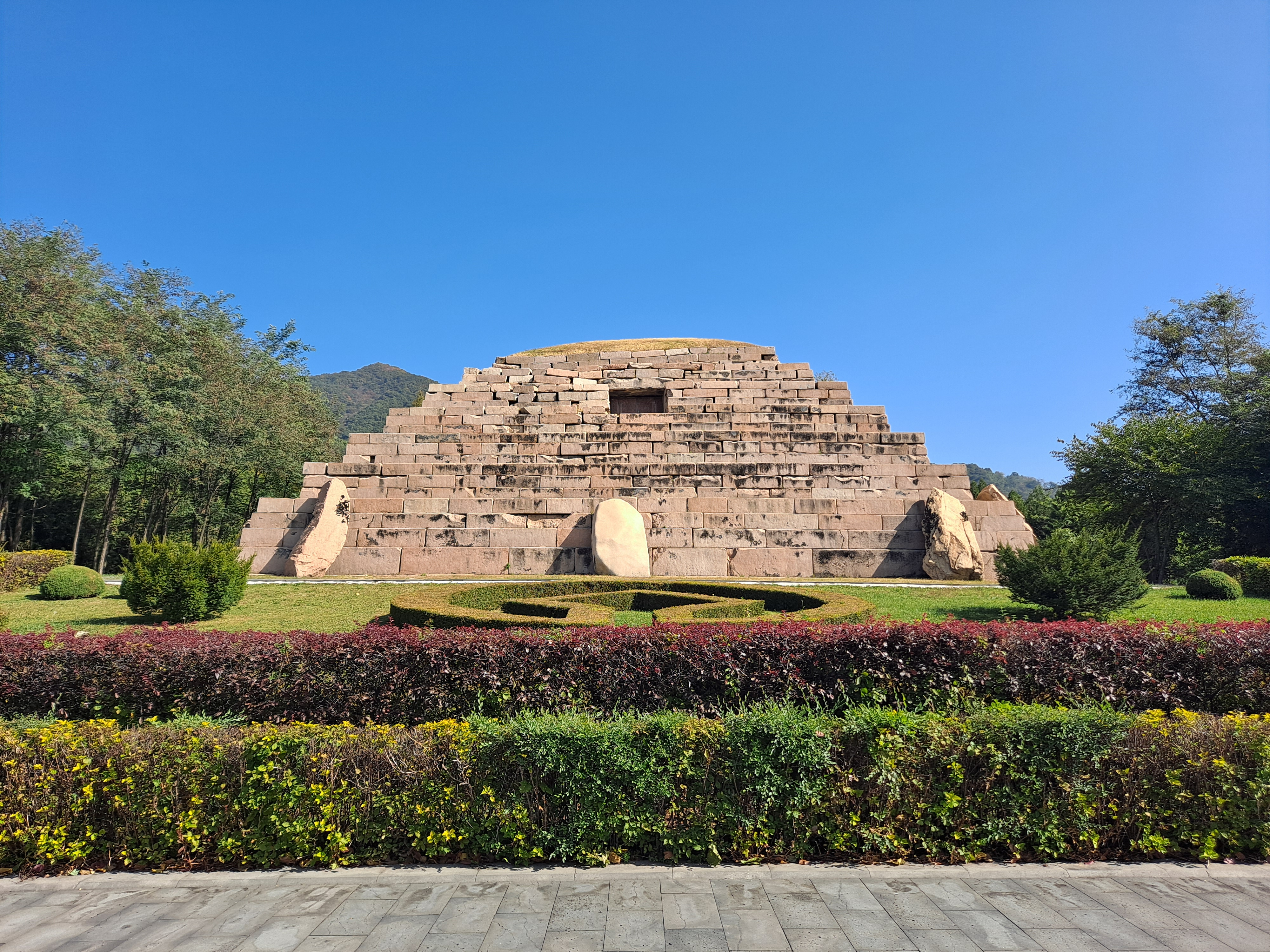
集安长寿王陵

長壽王（394年—491年），名高巨連或高璉，高句麗第二十代国王（412年至491年在位）。
長壽王在位时期是高句麗的全盛时期。427年，他将高句麗的都城迁至平壤，这标志着高句麗将其扩张的方向从中国遼河以东地区转移至朝鲜半岛。

## 早期
长寿王即位初期，主要是巩固和稳定其父好太王迅速扩张后的国家。长寿王为其父修建了宏大的陵墓并立4米高的好太王碑记录其功绩。长寿王命令330名来自高句丽不同地区和部落的人常年看护好太王的陵墓，以象征高句丽的内部团结和高句丽君主的至高权力。
427年，长寿王初期都城在东北的国内城，后为躲避北魏的威胁，以及巩固在朝鲜半岛上的势力，都城迁至平壤城（即今朝鲜平壤市东北六七公里处的大圣山城和安鹤宫城）。迁都平壤后，加强对百济和新罗的控制。长寿王继续了好太王的扩张政策，并使国家达到全盛局面。

## 西北部战役
五胡乱华时期中国的北方分裂成了十六国。位于辽宁的后燕因常年进行与好太王的战争，国力大降从而最终于408年灭亡于冯氏兄弟。汉人将领馮跋、馮弘兄弟取代后燕国建立起北燕。不过与统一中国北方的鲜卑北魏相比，北燕还不是北魏的对手。北燕于是寻求能与北魏抗衡的高句丽结盟。後燕滅亡时，高句麗乘機進占北燕據有的遼西。
436年，高句丽派兵援助北燕攻打北魏（鲜卑政权）。馮弘於五月乙卯日，馮弘帶領子女、後宮、宗族，及龍城之百姓，隨高句麗援軍從都城龍城（今遼寧朝陽）撤退，臨行焚其宮室、城邑，大火一旬不滅，北燕亡。長壽王將馮弘太子馮王仁押回興京，扣作人質。馮弘復有歸南朝宋之意，於是又派其子馮業帶著三百人出使建康，請求宋文帝允許其全家移居建康；宋文帝答應，並派遣將軍王白駒，率兵七千，北上迎接。高句麗王不欲馮弘南下成仇，好言規勸，而馮弘不聽。遂於438年遣人殺馮弘及其妻子，並為其上諡號曰昭成皇帝。高句麗乘機兼併了北燕一部分遺民，並穩固了在遼東的地位，從中原內戰中漁利。
这一时期与北魏对峙的刘宋，原打算指望与北燕和高句丽一同对付北魏，但没能成功。438年，长寿王因客居的北燕王馮弘想要投奔刘宋而将其杀之。刘宋随后想要发兵打高句丽，但碍于北魏阻隔，未能成行。次年，由于长寿王想集中精力攻打百济和新罗，于是派人送800匹骏马给刘宋攻打北魏， 双方和解。459年，长寿王进贡刘宋弓箭和金银，以作为北伐的军需（璉每歲遣使。十六年，太祖欲北討，詔璉送馬，璉獻馬八百匹。）。
高句丽与北魏435年曾建交，旨在对付百济。436年，高句丽长寿王收留北燕皇帝馮弘，使得北魏和高句丽外交关系紧张。但由于北魏忙于对付刘宋和柔然不得已继续与高句丽维持友好关系。后北燕皇帝馮弘被杀，北魏与高句丽关系缓和。
到長壽王末年時，高句麗人口增加到九万户，疆域也空前擴大，其南境自牙山灣經鳥嶺、竹嶺到平海與百濟、新羅相接，擴大到今朝鮮大同江、載寧江、臨津江、漢江沿岸，為高句麗全盛時期。據《魏書·高句麗列傳》載，其「民戶三倍於前魏時，其地東西二千里，南北一千餘里」。即東臨日本海，西濱黃海，南到漢江流域，北抵遼河為界，是東北亞地區最為強大的王國之一。

## 南部扩张
百济虽然因好太王的攻击国力大减，但仍然是朝鲜半岛三极之一。472年，百济盖卤王派信使到北魏说由于高句丽的频频阻扰百济无法与北魏来往，并提议双方一起攻打高句丽。为了瓦解百济，长寿王派了一名和尚到百济宣扬佛教。百济盖卤王对长寿王的和尚很欣赏，每天都与他下棋。在这名和尚的劝说下，盖卤王花巨资修建佛教工程，浪費了百濟的國家資源。
475年，长寿王从陆海两路全面大规模攻打百济。盖卤王对此毫无防备。长寿王因此轻松拿下百济都城，处死了盖卤王并烧毁了百济的王宫，百济被迫迁都到熊津。此次战争高句丽拿下了朝鲜半岛具有战略意义的汉江流域。百济由于占据该地区近500年才得以成为朝鲜半岛的一极。百济丧失这一地区后，也就基本上失去了对朝鲜半岛的控制。成功击败百济后，长寿王将目标对准了新罗。长寿王还在今韩国忠清北道忠州市建立石碑歌颂好太王和他取得的功绩，并以此碑作为高句丽与百济和新罗的界碑。長壽王在位70余年，寿近百岁，死后，其孙文咨王继位。

## 相关册封
413年，晉安帝冊封長壽王樂浪郡公，高句麗王；
420年，宋武帝封長壽王征東大將軍；
422年，宋武帝加封長壽王散騎常侍、都督平州諸軍事；
435年，北魏世祖冊封長壽王都督遼海諸軍事、征東將軍、領護東夷中郎將、遼東郡開國公、高句麗王；
463年，宋孝武帝冊封長壽王為使持節、散騎常侍、督平營二州諸軍事、征東大將軍、高句麗王、樂浪公；
479年，齊高帝冊封長壽王為驃騎大將軍；
491年，北魏孝文帝冊封長壽王為車騎大將軍、太傅、遼東郡開國公、高句麗王。
| 長壽王              |                        |               |
| 前任： 广开土好太王 | 高句丽君主 413年-490年 | 繼任： 文咨王 |